# 위상의 비교
일반위상수학과 범주론에서, 위상 함자를 통해 주어진 집합 위에 여러 위상수학적 구조를 부여할 수 있으며, 이러한 구조들은 완비 격자를 이룬다. 이 경우 한 구조가 다른 구조에 대하여 더 섬세한 구조(纖細-構造, 영어: finer structure) 또는 더 엉성한 구조(-構造, 영어: coarser structure)라고 한다.

## 정의
두 범주 {\displaystyle {\mathcal {E}}}, {\displaystyle {\mathcal {B}}} 사이의 함자 {\displaystyle \Pi \colon {\mathcal {E}}\to {\mathcal {B}}}가 주어졌다고 하자. 임의의 대상 {\displaystyle {\hat {X}}\in {\mathcal {B}}}에 대하여, 다음과 같은 범주 {\displaystyle \Pi ^{-1}(\operatorname {id} _{\hat {X}})}를 생각할 수 있다.
- {\displaystyle \Pi ^{-1}(\operatorname {id} _{\hat {X}})}의 대상은 {\displaystyle \Pi (X)={\hat {X}}}인 대상 {\displaystyle X\in {\mathcal {E}}}이다.
- {\displaystyle \Pi ^{-1}(\operatorname {id} _{\hat {X}})}의 사상은 {\displaystyle \Pi (f)=\operatorname {id} _{\hat {X}}}인 사상 {\displaystyle f\in \operatorname {Mor} ({\mathcal {E}})}이다.

만약 {\displaystyle \Pi }가 충실한 함자라면, {\displaystyle \Pi ^{-1}(\operatorname {id} _{\hat {X}})}는 얇은 범주이며, 이는 {\displaystyle {\hat {X}}} 위에 존재할 수 있는 {\displaystyle {\mathcal {E}}}-구조들의 범주로 생각할 수 있다.
{\displaystyle \Pi ^{-1}(\operatorname {id} _{\hat {X}})}는 얇은 범주이므로, 그 위에 다음과 같은 원순서가 존재한다.
{\displaystyle X\lesssim X'\iff \exists f\in \hom _{\Pi ^{-1}(\operatorname {id} _{\hat {X}})}(X,X')}
이 관계를 엉성함이라고 한다.:30, Definition 1.1.4 즉, 만약 {\displaystyle \Pi ^{-1}(\operatorname {id} _{\hat {X}})} 속에서 사상 {\displaystyle f\colon X\to X'}가 존재한다면, {\displaystyle X'}이 {\displaystyle X}보다 더 엉성한(영어: coarser) {\displaystyle {\mathcal {E}}}-구조이며, 반대로 {\displaystyle X}는 {\displaystyle X'}보다 더 섬세한(영어: finer) {\displaystyle {\mathcal {E}}}-구조이다.
이 정의는 특히 위상 함자 {\displaystyle \Pi \colon {\mathcal {E}}\to \operatorname {Set} }에 대하여 적용된다.
{\displaystyle \Pi ^{-1}(\operatorname {id} _{\hat {X}})}에서 만약 최대 원소(즉, 가장 엉성한 {\displaystyle {\mathcal {E}}}-구조)가 존재한다면, 이를 {\displaystyle {\hat {X}}} 위의 비이산 {\displaystyle {\mathcal {E}}}-구조(영어: indiscrete {\displaystyle {\mathcal {E}}}-structure)라고 한다. 반대로, {\displaystyle \Pi ^{-1}(\operatorname {id} _{\hat {X}})}에서 만약 최소 원소(즉, 가장 섬세한 {\displaystyle {\mathcal {E}}}-구조)가 존재한다면, 이를 {\displaystyle {\hat {X}}} 위의 이산 {\displaystyle {\mathcal {E}}}-구조(영어: discrete {\displaystyle {\mathcal {E}}}-structure)라고 한다.

## 성질
{\displaystyle \Pi }가 위상 함자라고 한다면, 이산·비이산 구조가 항상 존재한다. 위상 함자에서는 또한 시작 구조와 끝 구조가 항상 존재한다. 이들의 존재로 인하여, {\displaystyle \Pi ^{-1}(\operatorname {id} _{X})}는 완비 원격자를 이룬다.

## 예

### 위상 공간
위상 공간과 연속 함수의 범주에서 집합과 함수의 범주로 가는 망각 함자
{\displaystyle U\colon \operatorname {Top} \to \operatorname {Set} }
는 위상 함자이며 따라서 충실한 함자이다. 따라서 이 경우 더 엉성한 위상과 더 섬세한 위상의 개념을 정의할 수 있다.
집합 {\displaystyle X} 위의 두 위상 (열린집합의 족) {\displaystyle {\mathcal {U}},{\mathcal {U}}'\subseteq {\mathcal {P}}(X)}에 대하여 다음 두 조건이 서로 동치이다.:77–78
- {\displaystyle {\mathcal {U}}'}이 {\displaystyle {\mathcal {U}}}보다 더 엉성하다. 즉, 항등 함수 {\displaystyle (X,{\mathcal {U}})\to (X,{\mathcal {U}}')}이 연속 함수이다.
- {\displaystyle {\mathcal {U}}\supseteq {\mathcal {U}}'}이다. 즉, 항등 함수 {\displaystyle (X,{\mathcal {U}}')\to (X,{\mathcal {U}})}가 열린 함수이다.

주어진 집합 위의 위상들은 완비 격자를 이룬다.
흔히, 위상수학에서는 엉성한/섬세한 위상 대신 "약한/강한 위상"(영어: weaker/stronger topology)이라는 용어를 사용하며, 반대로 해석학에서는 "강한/약한 위상"(영어: stronger/weaker topology)이라는 용어를 사용한다.

#### 기저
보다 일반적으로, 다음과 같은 구체적 범주 {\displaystyle \operatorname {TopBase} }를 생각하자.
- {\displaystyle \operatorname {TopBase} }의 원소 {\displaystyle (X,{\mathcal {B}})}는 집합 {\displaystyle X}와 그 위의 기저 {\displaystyle {\mathcal {B}}}의 순서쌍이다.
- {\displaystyle \operatorname {TopBase} }의 사상 {\displaystyle f\colon (X,{\mathcal {B}}_{X})\to (Y,{\mathcal {B}}_{Y})}는 다음 조건을 만족시키는 함수이다.
{\displaystyle \forall \epsilon \in {\mathcal {B}}_{Y}\forall x\in f^{-1}(\epsilon )\exists \delta \in {\mathcal {B}}_{Y}\colon \left(x\in \delta \subseteq f^{-1}(\epsilon )\right)}

그렇다면 {\displaystyle \operatorname {Top} }은 {\displaystyle \operatorname {TopBase} }의 충만한 부분 범주를 이룬다.
그렇다면, 위와 같이 섬세한/엉성한 기저를 정의할 수 있다. 집합 {\displaystyle X} 위의 두 기저 {\displaystyle {\mathcal {B}},{\mathcal {B}}'\subseteq {\mathcal {P}}(X)}에 대하여 다음 세 조건이 서로 동치이다.
- {\displaystyle {\mathcal {B}}'}이 {\displaystyle {\mathcal {B}}}보다 더 엉성하다.
- 임의의 {\displaystyle \epsilon \in {\mathcal {B}}'} 및 {\displaystyle x\in \epsilon }에 대하여, {\displaystyle x\in \delta \subseteq \epsilon }인 {\displaystyle \delta \in {\mathcal {B}}}가 존재한다.
- {\displaystyle {\mathcal {B}}'}에 의해 생성되는 위상 {\displaystyle \textstyle \{\bigcup {\mathcal {S}}\colon {\mathcal {S}}\subseteq {\mathcal {B}}'\}}은 {\displaystyle {\mathcal {B}}}에 의해 생성되는 위상 {\displaystyle \textstyle \{\bigcup {\mathcal {S}}\colon {\mathcal {S}}\subseteq {\mathcal {B}}\}}보다 더 엉성하다.

주어진 집합 위의 기저들은 완비 원격자를 이룬다.

#### 부분 기저
보다 일반적으로, 다음과 같은 구체적 범주 {\displaystyle \operatorname {TopSubbase} }를 생각하자.
- {\displaystyle \operatorname {TopSubbase} }의 원소 {\displaystyle (X,{\mathcal {B}})}는 집합 {\displaystyle X}와 그 위의 임의의 집합족 {\displaystyle {\mathcal {B}}\subseteq {\mathcal {P}}(X)}의 순서쌍이다. (이는 {\displaystyle X}의 위상을 생성하는 부분 기저로 생각한다.)
- {\displaystyle \operatorname {TopSubbase} }의 사상 {\displaystyle f\colon (X,{\mathcal {B}}_{X})\to (Y,{\mathcal {B}}_{Y})}는 다음 조건을 만족시키는 함수이다.
{\displaystyle \forall \epsilon \in {\mathcal {B}}_{Y}\forall x\in f^{-1}(\epsilon )\exists n\in \mathbb {N} ,\;\delta _{1},\dots ,\delta _{n}\in {\mathcal {B}}_{Y}\colon \left(x\in \delta _{1}\cap \delta _{2}\cap \cdots \cap \delta _{n}\subseteq f^{-1}(\epsilon )\right)}

그렇다면 {\displaystyle \operatorname {TopBase} }는 {\displaystyle \operatorname {TopSubbase} }의 충만한 부분 범주를 이룬다.
그렇다면, 위와 같이 섬세한/엉성한 부분 기저를 정의할 수 있다. 집합 {\displaystyle X} 위의 두 부분 기저 {\displaystyle {\mathcal {B}},{\mathcal {B}}'\subseteq {\mathcal {P}}(X)}에 대하여 다음 세 조건이 서로 동치이다.
- {\displaystyle {\mathcal {B}}'}이 {\displaystyle {\mathcal {B}}}보다 더 엉성하다.
- 임의의 {\displaystyle \epsilon \in {\mathcal {B}}'} 및 {\displaystyle x\in \epsilon }에 대하여, {\displaystyle x\in \delta _{1}\cap \delta _{2}\cap \cdots \cap \delta _{n}\subseteq \epsilon }인 자연수 {\displaystyle n\in \mathbb {N} } 및 {\displaystyle \delta _{1},\dots ,\delta _{n}\in {\mathcal {B}}}가 존재한다.
- {\displaystyle {\mathcal {B}}'}에 의해 생성되는 위상 {\displaystyle \textstyle \{\bigcup {\mathcal {S}}\colon {\mathcal {S}}\subseteq \{\bigcap T\colon T\subseteq {\mathcal {B}}',\;|T|<\aleph _{0}\}\}}은 {\displaystyle {\mathcal {B}}}에 의해 생성되는 위상{\displaystyle \textstyle \{\bigcup {\mathcal {S}}\colon {\mathcal {S}}\subseteq \{\bigcap T\colon T\subseteq {\mathcal {B}},\;|T|<\aleph _{0}\}\}}보다 더 엉성하다.

주어진 집합 위의 부분 기저들은 완비 원격자를 이룬다.

### 덮개와 유계형 집합
다음과 같은 구체적 범주 {\displaystyle \operatorname {Cover} }를 생각하자.
- {\displaystyle \operatorname {Cover} }의 대상 {\displaystyle (X,{\mathcal {C}})}은 집합 {\displaystyle X}와 그 위의 덮개 {\displaystyle {\mathcal {C}}\subseteq {\mathcal {P}}(X)}의 순서쌍이다.
- {\displaystyle \operatorname {Cover} }의 사상 {\displaystyle f\colon (X,{\mathcal {C}}_{X})\to (Y,{\mathcal {C}}_{Y})}은 다음 조건을 만족시키는 함수이다.
{\displaystyle \forall C_{X}\in {\mathcal {C}}_{X}\exists C_{Y}\in {\mathcal {C}}_{Y}\colon f(C_{X})\subseteq {\mathcal {C}}_{Y}}

이렇게 정의하였을 때, 같은 집합 {\displaystyle X} 위의 두 덮개 {\displaystyle {\mathcal {C}},{\mathcal {C}}'\subseteq {\mathcal {P}}(X)}에 대하여 다음 두 조건이 서로 동치이다.
- {\displaystyle {\mathcal {C}}'}이 {\displaystyle {\mathcal {C}}}보다 더 엉성하다.
- {\displaystyle {\mathcal {C}}'}은 {\displaystyle {\mathcal {C}}}의 세분이다.

유계형 집합의 범주 {\displaystyle \operatorname {BornSet} }은 {\displaystyle \operatorname {Cover} }의 충만한 부분 범주를 이루며, 따라서 위와 같은 정의를 사용할 수 있다.

### 필터
다음과 같은 범주 {\displaystyle \operatorname {FilterBase} }를 생각하자.
- {\displaystyle \operatorname {FilterBase} }의 대상 {\displaystyle (X,{\mathcal {F}})}는 집합 {\displaystyle X}와 {\displaystyle {\mathcal {P}}(X)} 위의 필터 기저 {\displaystyle {\mathcal {F}}\subseteq {\mathcal {P}}(X)}이다.
- {\displaystyle \operatorname {FilterBase} }의 사상 {\displaystyle f\colon (X,{\mathcal {F}}_{X})\to (Y,{\mathcal {F}}_{Y})}은 다음 조건을 만족시키는 함수이다.
{\displaystyle \forall F_{Y}\in {\mathcal {F}}_{Y}\colon \exists F_{X}\in {\mathcal {F}}_{X}\colon f^{-1}(F_{Y})\supseteq F_{X}}

그렇다면, 집합 {\displaystyle X} 위의 두 필터 기저 {\displaystyle {\mathcal {F}},{\mathcal {F}}'\subseteq {\mathcal {P}}(X)}에 대하여 다음 두 조건이 서로 동치이다.
- {\displaystyle {\mathcal {F}}'}이 {\displaystyle {\mathcal {F}}}보다 더 엉성하다.
- {\displaystyle \uparrow {\mathcal {F}}'\subseteq \uparrow {\mathcal {F}}}이다. 여기서 {\displaystyle \uparrow }는 필터 기저로 생성되는 필터(즉, 상폐포)를 뜻한다.

### 가측 공간
가측 공간과 가측 함수의 범주에서 집합과 함수의 범주로 가는 망각 함자
{\displaystyle U\colon \operatorname {Measble} \to \operatorname {Set} }
는 위상 함자이며, 따라서 이 경우 더 섬세한/엉성한 가측 공간 구조를 정의할 수 있다.